# 艾伯塔省1号省道
艾伯塔省1号省道（Alberta Provincial Highway No. 1），是加拿大艾伯塔省的一条东西向公路，属于加拿大横贯公路的一部分，贯穿艾伯塔省南部，西起不列颠哥伦比亚省与艾伯塔省交界处，东至艾伯塔省与萨斯喀彻温省交界处 ，全长534公里。
此条道路于1941年前被编为2号省道，而现今的2号省道当时被编为1号省道。两条道路的编号于1941年交换。